# Чирікі
Чирікі (груз. ჩირიკი) — село в Грузії.
За даними перепису населення 2014 року в селі проживає 35 осіб.